# Maria Antonietta regina di Francia (Giacometti)
Maria Antonietta regina di Francia (o anche semplicemente Maria Antonietta) è un'opera teatrale in prosa, in cinque atti più prologo ed epilogo di Paolo Giacometti, scritta nel 1867 e rappresentata per la prima volta a New York il 7 ottobre di quell'anno, con Adelaide Ristori nel ruolo della protagonista. La stessa attrice curò meticolosamente la scelta dei costumi di scena, rivolgendosi al famoso stilista Charles Frederick Worth.
In Italia il dramma riscosse un notevole successo di pubblico, mentre fu pesantemente attaccato dalla critica che giudicò l'opera falsa, diffamatoria, reazionaria e clericale.

## Trama
In seguito alla Rivoluzione francese, l'arresto, il processo e l'esecuzione della regina Maria Antonietta d'Asburgo-Lorena.

## La prima italiana
Il debutto italiano (9 novembre 1868) subì dei notevoli ritardi a causa dei timori di disordini da parte delle autorità italiane. Prima dello spettacolo,  la prima attrice affrontò il pubblico rumoreggiante, dicendo in proscenio: Signori, nel presentare all'Italia questo lavoro del nostro illustre compatriota, ho creduto agire assennatamente, scegliendo per primo a giudice il pubblico bolognese, note essendo ovunque la sua intelligenza e la sua gentilezza. Non impongo ad alcuno di applaudire ciò che non gli garba, ma per giudicare con savio criterio, bisogna ascoltare senza lasciarsi sopraffare dallo spirito di parte, molto incomodo, in questo caso, ai pacifici cittadini, che accorrono numerosi al teatro per divertirsi e non per battagliare. Alla fine il pubblico accolse la recita con commozione e approvazione.